# Les Comes (Esplugafreda)
Les Comes és una coma allargassada del terme municipal de Tremp, del Pallars Jussà, dins de l'antic terme de Sapeira.
Està situada a llevant del poble d'Esplugafreda, sota i a ponent de l'extrem meridional de la Serra de Castellet, al nord-oest dels Rocs de la Serra i al sud-est de Roca Mosquera.